# Порт-оф-Спейн (футбольный клуб)
«Порт-оф-Спейн» (англ. AC Port of Spain) — тринидадский профессиональный футбольный клуб из Порт-оф-Спейна. Выступает в ТТ Про-лиге, высшем футбольном дивизионе Тринидада и Тобаго. Проводит домашние матчи на стадионе имени Хейсли Кроуфорда.

## История
Футбольный клуб «Норт-Ист Старз» был образован в 2001 году в городе Сангре-Гранде. Играл домашние матчи на стадионе «Оджоу Роуд». В 2002 году клуб начал выступать в ТТ Про-лиге. Сезон 2009 года в Про-лиге клуб пропустил. В сезоне 2016/17 клуб выступал под названием «Ма Пау Старз» согласно спонсорскому соглашению с казино «Ма Пау». В 2017 году футбольный клуб «Норт-Ист Старз» переехал в Ариму, начав проводить домашние матчи на местном велодроме.
В 2019 году клуб переехал в столицу страны и был переименован в «Атлетик Клаб оф Порт-оф-Спейн» (англ. Athletic Club of Port of Spain).

## Достижения
- Чемпион Тринидада и Тобаго (3): 2004, 2017, 2023/24
- Обладатель Кубка Тринидада и Тобаго (2): 2003, 2014/15
- Победитель Trinidad and Tobago Classic (1): 2012
- Победитель Trinidad and Tobago Goal Shield (1): 2010